# Bellona (község)
Bellona község (comune) Olaszország Campania régiójában, Caserta megyében.

## Fekvése
A megye központi részén fekszik, Nápolytól 35 km-re északra valamint Caserta városától 14 km-re északnyugati irányban. Határai: Camigliano, Capua, Pontelatone és Vitulazio.

## Története
A település alapítására vonatkozóan nincsenek pontos adatok. Valószínűleg a kora középkorban alapították, bár egyes régészek szerint alapítása a rómaiak idejére nyúlik vissza. A következő századokban nemesi birtok volt. A 19. században nyerte el önállóságát, amikor a Nápolyi Királyságban felszámolták a feudalizmust.

## Népessége
A népesség számának alakulása:

## Főbb látnivalói
- San Michele Arcangelo-templom
- San Secondino-templom